# Margarida de Vilearduin
Margarida de Vilearduin (1266 – fevereiro/março de 1315) foi a filha de Guilherme II de Vilearduin, príncipe da Acaia, e de sua terceira esposa, Ana Comnena Ducena. 

## Biografia
Em ca. 1276, seu pai garantiu-lhe dois terços (16 feudos cavalheiriços) da Baronia de Ácova. Após a morte de Guilherme II em 1278, por ele não ter filhos, devido ao Tratado de Viterbo, o título principesco passou para o rei da Sicília Carlos de Anjou, o sogro da irmã mais velha de Margarida, Isabel. Sua mãe Ana reteve apenas o domínio patrimonial dos Vilearduinos, a Baronia de Calamata e a fortaleza de Clemutsi, mas foi forçada a entregá-los em 1282 em troca de territórios em outros locais da Messênia. Margarida permaneceu sob a guarda de sua mãe até a morte de Ana em 4 de janeiro de 1286.
Em 1304, ela reivindicou de seu cunhado, o príncipe Filipe de Saboia, um quinto do Principado da Acaia, mas foi rejeitada. Ela repetiu sua reivindicação, desta vez do principado inteiro, com a morte de sua irmã Isabela em 1312. A reivindicação de Margarida baseou-se em sua interpretação do Tratado de Viterbo, que estipulou a criação de um feudo, mas apenas para um descendente masculino de Guilherme II. Um documento posterior datado de 1344 também alega que Guilherme havia incluído em sue testamento a estipulação que Margarida herdaria de sua irmã, se a última morresse sem crianças, embora Isabela teve duas filhas. Além disso, quando Carlos de Anjou deu o Principado de Isabela em 1289, ele explicitamente limitou os herdeiro dela a seus próprios descendentes. Como J. Longnon comentou, os direitos dela sobre a Acaia eram "mais que duvidosos", e suas reivindicações foram novamente desconsideradas pelo suserano do principado, Filipe de Taranto, em favor da sobrinha dela Matilda de Hainaut e seu marido, Luís da Borgonha.
De modo a ganhar apoio para suas reivindicações, em fevereiro de 1314 Margarida visitou a Sicília de modo a casar sua própria filha, Isabela de Sabran, com o infante Ferdinando de Maiorca, que, como um príncipe sem terra, estava ansioso para reivindicar o título principesco da Acaia. Ferdinando foi rapidamente apaixonou-se por Isabela — descrita pelo cronista catalão Ramon Muntaner como "a mais bela criatura que alguém poderia possivelmente contemplar" e "a dama mais sábia no mundo" — e o casamento foi celebrado em Messina em 14 de fevereiro de 1314 com grande pompa. Margarida passou seus títulos e reivindicações para eles, e retornou para a Acaia, onde foi presa pelo bailio angevino Nicolau, o Mouro no Castelo de Clemutsi, onde morreu em fevereiro ou março de 1315. Ferdinando invadiu a Acaia e tentou reclamar o principado de Luís da Borgonha, mas apesar de seu sucesso inicial, caiu na batalha de Manolada em julho de 1316 e o exército maiorquino retirou-se logo depois.

## Família
Margarida casou-se pela primeira vez em setembro de 1294 com Isnando de Sabran e teve uma filha, Isabel de Sabran, que casou-se com Ferdinando de Maiorca, filho de Jaime II. Isnando morreu em 1297. Seu segundo casamento foi com o conde palatino de Cefalônia e Zacinto Ricardo I Orsini em 1299. O casal teve uma filha de nome desconhecido que morreu na infância.